# Flagrant Délit (film, 1931)
Pour les articles homonymes, voir Flagrant délit (homonymie).
Pour plus de détails, voir Fiche technique et Distribution.
Flagrant Délit est un film français de Georges Tréville et Hanns Schwarz sorti en 1931.

## Fiche technique
- Titre secondaire : Le cambrioleur
- Réalisation : Georges Tréville et Hanns Schwarz
- Scénario : Louis Verneuil et Robert Liebmann
- Décors : Fritz Thiery
- Photographie : Gunther Rittau, Konstantin Tschet
- Son : Fritz Thiery
- Musique : Friedrich Hollaender et Franz Waxman
  - Chansons du film[1] : parolier Jean Boyer - musique de Friedrich Hollaender
    - titre 1 : Si c'est ça l'Amour
    - titre 2 : Je veux !
    - titre 3 : Un regard
    - titre 4 : Ne tirez pas sur le Pianiste
- Société de production : Universum Film (U.F.A.)
- Directeur de la production : Erich Pommer
- Pays de production :  France
- Langue originale : français
- Format : Noir et blanc - 1,20:1 - 35 mm - Muet
- Genre : Comédie
- Durée : 95 minutes
- Date de sortie :
  - France : 27 février 1931

## Distribution
- Blanche Montel : Renée Dumontier
- Henri Garat : Jean Durand
- Ralph Arthur Roberts : Albert Dumontier
- Charles Dechamps : Le Baron de Sérigny
- Louis Baron fils : Le commissionnaire
- Gustave Gallet : Le Domestique
- Fernande Albany : Hortense
- Renée Rysor : La bonne

## Autour du film
Ce film est la version française du film allemand Le Cambrioleur (Einbrecher) réalisé par Hanns Schwarz et sorti à Berlin en décembre 1930 avec Lilian Harvey et Willy Fritsch dans les rôles principaux.
Les deux versions auront un grand succès dans leur pays respectif.